# Mama na obcasach
Mama na obcasach (tytuł oryginalny Raising Helen) – amerykański film fabularny z 2004 roku w reżyserii Garry’ego Marshalla.

## Opis fabuły
Helen jest wiodącą szalone życie młodą kobietą. Jednak jej życie diametralnie się zmienia po śmierci najstarszej siostry i szwagra. Dziewczyna ma się zaopiekować trójką ich dzieci. Z początku nienawidzi dzieciaków ponieważ przez nich straciła wolność i pracę, którą tak kochała. Ale z czasem zaczyna traktować siostrzeńców jak swoje własne dzieci. A na horyzoncie pojawia się przystojny pastor Dan, który pomaga jej spojrzeć na swoje życie z innej perspektywy.

## Obsada
- Kate Hudson – Helen Harris
- David Scharf – DJ
- Héctor Elizondo – Mickey Massey
- Sandra Taylor – Lacey
- Barbara Nabozny – Mourner
- John Corbett – Pastor Dan Parker
- Sunny Hawks – Kyra
- Tom Hines – Pastor Wells
- Wesley Horton – Gary Hagelnick
- Spencer Breslin – Henry Davis
- Abigail Breslin – Sarah Davis
- Hayden Panettiere – Audrey Davis
- Felicity Huffman – Lindsay Davis
- Michael Esparza – BZ